# Кёгути, Хирото
Хирото Кёгути (яп. 京口紘人; род. 27 ноября 1993 Осака, Япония) — японский боксёр-профессионал, выступающий в минимальной и первой наилегчайшей весовых категориях. Чемпион по версии Восточной и Тихоокеанской федерации бокса (2017), чемпион мира в минимальном весе по версии Международной боксёрской федерации (2017—2018), супер-чемпион мира в первом наилегчайшем весе по версии WBA. По версии BoxRec на 1 августа 2020 года занимает 2 место (50.47 баллов) среди боксёров первого наилегчайшего веса и 134 место  среди боксёров вне весовой категории.

## Профессиональная карьера

### 2016 год
Хирото дебютировал на профессиональном ринге 17 апреля 2016 года, победив нокаутом во втором раунде тайского боксёра Наразипа Сунгсута. 16 мая в Бангкоке(Таиланд) выиграл нокаутом в 1 раунде дебютанта тайца Тавичаи Юйета. 7 августа в Осаке выиграл нокаутом в 3 раунде Кэнъити Миядзаки (10-2-1). 15 ноября выиграл нокаутом в 1 раунде филиппинца Майкла Камелиона (8-3-1). 31 декабря выиграл нокаутом в 3 раунде Юнуэля Лакара (7-3-3) из Филиппин .

### 2017 год
28 февраля 2017 года в своем шестом поединке на профессиональном ринге в бою против Армандо де ла Куса завоевал вакантный титул чемпиона по версии Восточной и Тихоокеанской федерации бокса. 25 апреля защитил титул выиграв единогласным решением судей (117—111 119—109 118—111) филиппинца Джонатана Рефуджио(16-5-5). 23 июля 2017 года в своём восьмом бою в ранге профессионала встретился с Хосе Аргумедо и завоевал титул чемпиона мира по боксу в минимальном весе по версии IBF. 31 декабря провел первую защиту титула выиграв нокаутом в 8 раунде никарагуанца Карлоса Буйтраго (30-2-1).

### 2018 год
20 мая во второй раз защитил титул выиграв единогласным мнением судей (117—110 117—110 117—110) непобежденного филиппинца Винса Параса (13-0-0). Парас начал поединок аккуратно, действуя от защиты, высматривая дыры в обороне чемпиона. Такая тактика принесла претенденту успех — в 3-м раунде он подловил Кёгучи и отправил в нокдаун левым хуком. Чемпион поднялся на ноги, а попытки Параса завершить бой досрочно провалились. В следующей трёхминутке бойцы столкнулись головами — больше пострадал претендент, у которого образовалось неприятное рассечение над правым глазом. Ещё до экватора Парас начал уставать. Напротив, Кёгучи поймал свой темп и дистанцию, здорово комбинировал, тревожил юного претендента шквалом атак. Но филиппинец оказался стойким малым и не желал протирать собой настил ринга. Последний раунд прошёл в яркой драке, оба отметились отличными попаданиями (чаще по корпусу), но падений больше не последовало. После боя Хирото объявил что переходит в первый наилегчайший вес.25 сентября выиграл нокаутом в 4 раунде будущего чемпиона по версии IBO индонезийца Тибо Монабеса(18-0-2). 31 декабря в Макао чемпион WBA Super, обладатель титула по версии журнала The Ring (журнал) в 1-м наилегчайшем весе (до 49 кг) Хекки Бадлер (32-4, 10 KO) из ЮАР досрочно уступил японцу Хирото Кёгучи (12-0, 9 KO). 25-летний уроженец Осаки (Япония) покорил вторую весовую категорию. Уже со 2-го раунда Кёгучи принялся вбивать мощнейшие хуки по корпусу Бадлера, заставил ветерана перейти в режим выживания. С каждым последующим раундом претендент наращивал давление. Особенно хорошо удавались Кёгучи апперкоты. Бой завершился после 10-го раунда. Бадлер отказался от продолжения откровенно одностороннего поединка. Это — первое досрочное поражение боксёра из ЮАР. На момент остановки боя Кёгучи вёл на картах судей со счётом 98:92, 96:94 и 97:93.

### 2019 год
19 июня в городе Тиба (Япония) Хирото Кёгучи (13-0, 9 КО) провёл первую защиту титула, выиграл единогласным решением судей непобежденного тайца Танавата Накуна (11-0-0), фаворит-чемпион действовал первым номером, доминировал, контролировал ход боя. Несколько раз был близок к досрочной победе, но претендент продемонстрировал отменную стойкость. Бой продлился всю дистанцию, завершился победой чемпиона: дважды 117:111 и 117:112. 1 октября Хирото Кёгучи (14-0, 9 КО) провёл вторую защиту, в ярком противостоянии перебоксировав соотечественника Тецую Хисаду (34-10-2, 20 КО). Несмотря на хилый как для претендента послужной список, 35-летний андердог с первых раундов навязал Кёгучи яростную драку: чемпион вынужден был принять вызов, так как навыков и сил не хватало, чтобы удерживать оппонента на дистанции. Во 2-м его даже чуть потрясли. Понемногу перетягивая одеяло на себя, Кёгучи устроил реальное избиение «деду» в 6-м раунде, но затем чуть расслабился, и 35-летний Тецуя снова выровнял ход встречи в 7-и. Правый апперкот, за которым в голову прилетел и оверхенд справа, наконец-то опрокинул Хисаду в нокдаун в 9-м раунде. Ветеран не только поднялся, но и устроил в 10-м на пару с земляком едва ли не раунд года. Претендент не давал спуску чемпиону до самого гонга, но Хирото всё же брал своё за счёт более аккуратной работы, пускай и во многих раундах лишь с мизерным преимуществом. Итог — 117—110, 116—111 и 115—112 в пользу Кёгучи.

### 2025 год

#### Бой с Энтони Оласкуагой
13 марта 2025 года в Токио (Япония) в рамках масштабного вечер бокса Кеном Широ - Сеиго Акуи в со-главном поединке вечера вышел на бой против чемпион WBO первом наилегчайшем весе Энтони Оласкуага. Начало боя за чемпионом - он на кураже, атакует под разными углами, разнообразен и чувствуется что в его кулаках приличный удар. Претендент смотрится чуть хуже, он не так ударен, но весьма хорош на ногах. Ближе к середине боя Кёгучи начал прехватывать иницитиву и давить чемпиона. Оласкуага устал или решил сделать паузу, отдает пространство и начал пропускать отдельные силовые японца. В 11-м раунде Кёгучи слишком увлекся давлением на чемпиона и пропустил апперкот, это полноценный нокдаун, но претендент смог продолжить. В 12-м раунде были размены, минимально можно отдать чемпиону. Счёт судей: спорные: 117—111, 118—110 и более реальные 114—113 в пользу чемпиона.

## Статистика профессиональных боев
В таблице перечислены результаты всех поединков боксёров.
В каждой строке указан результат поединка. Дополнительно номер поединка обозначен цветом, который обозначает итог поединка. Расшифровка обозначений и цветов представлена в нижеследующей таблице.
| Пример | Расшифровка                     |
| ------ | ------------------------------- |
|        | Победа                          |
|        | Ничья                           |
|        | Поражение                       |
|        | Планируемый поединок            |
|        | Поединок признан несостоявшимся |
| КО     | Нокаут                          |
| ТКО    | Технический нокаут              |
| PTS    | Решение судей (по очкам)        |
| UD     | Единогласное решение судей      |
| MD     | Решение большинства судей       |
| SD     | Раздельное решение судей        |
| RTD    | Отказ от продолжения боя        |
| DQ     | Дисквалификация                 |
| NC     | Поединок признан несостоявшимся |

| Бой | Рекорд     | Дата             | Соперник           | Место                       | Результат   | Примечания                                                                                               |
| --- | ---------- | ---------------- | ------------------ | --------------------------- | ----------- | --- |
| 14  | 14-0, 9 KO | 1 октября 2019   | Тэцуя Хисада       | Edion Arena Осака, Япония   | UD 12       | Защитил титулы WBA-Super и The Ring в первом наилегчайшем весе.                                          |
| 13  | 13-0, 9 KO | 19 июня 2019     | Танават Накун      | Макухари Мессе Тиба, Япония | UD 12       | Защитил титулы WBA-Super и The Ring в первом наилегчайшем весе.                                          |
| 12  | 12-0, 9 KO | 31 декабря 2018  | Хекки Бадлер       | Макао, Китай                | TKO 10 (12) | Завоевал титулы супер-чемпиона по версии WBA (1-я защита Бадлера) и The Ring в первом наилегчайшем весе. |
| 11  | 11-0, 8 KO | 25 сентября 2018 | Тибо Монабеса      | Токио, Япония               | TKO 4 (10)  | |
| 10  | 10-0, 7 KO | 20 мая 2018      | Винс Парас         | Токио, Япония               | UD 12       | Защитил титул чемпиона мира по версии IBF, 2-я защита Кёгути в минимальном весе.                         |
| 9   | 9-0, 7 KO  | 31 декабря 2017  | Карлоса Буйтраго   | Токио, Япония               | TKO 8 (12)  | Защитил титул чемпиона мира по версии IBF, 1-я защита Кёгути в минимальном весе.                         |
| 8   | 8-0, 6 KO  | 23 июля 2017     | Хосе Аргумедо      | Токио, Япония               | UD 12       | Завоевал титул чемпиона мира по версии IBF в минимальном весе, 4-я защита Аргумедо.                      |
| 7   | 7-0, 6 KO  | 25 апреля 2017   | Джонатан Рефуджио  | Токио, Япония               | UD 12       | Защитил титул чемпиона по версии Восточной и Тихоокеанской федерации бокса в минимальном весе.           |
| 6   | 6-0, 6 KO  | 28 февраля 2017  | Армандо де ла Круз | Токио, Япония               | KO 3 (12)   | Завоевал титул чемпиона по версии Восточной и Тихоокеанской федерации бокса в минимальном весе.          |
| 5   | 5-0, 5 KO  | 31 декабря 2016  | Юнуэль Лакар       | Токио, Япония               | KO 3 (8)    | |
| 4   | 4-0, 4 KO  | 15 ноября 2016   | Майкл Камелион     | Токио, Япония               | KO 1 (8)    | |
| 3   | 3-0, 3 KO  | 7 августа 2016   | Кэнъити Миядзаки   | Осака, Япония               | TKO 3 (8)   | |
| 2   | 2-0, 2 KO  | 16 мая 2016      | Тавичаи Юйет       | Бангкок, Таиланд            | TKO 1 (6)   | |
| 1   | 1-0, 1 KO  | 17 апреля 2016   | Наратип Сунгсут    | Осака, Япония               | KO 2 (6)    | |
| Бой | Рекорд     | Дата             | Соперник           | Место                       | Результат   | Примечания                                                                                               |